# 톰 홀랜드 (영화 감독)

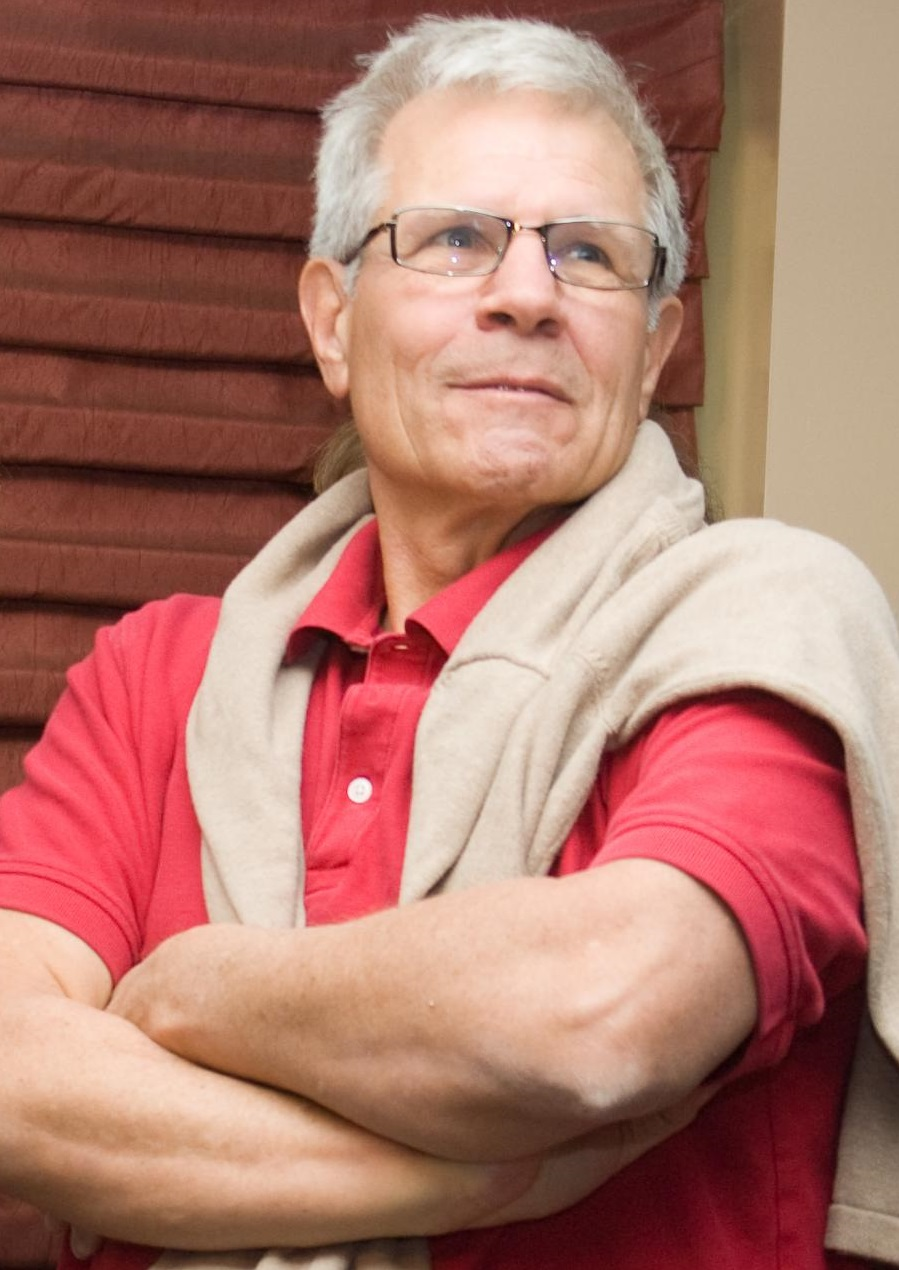

톰 홀랜드(Tom Holland, 본명: 토머스 리 홀랜드, Thomas Lee Holland, 1943년 7월 11일 ~ )는 미국의 각본가, 배우, 감독이다. 앨프리드 히치콕의 고전 영화 싸이코 (1960년 영화)의 1983년 후속작 등 공포 영화 장르로 유명하다.

## 참여 작품

### 영화

#### 제작
- 폭력 교실 1984
- 싸이코 2
- 후라이트 나이트 (영화)
- 페이탈 뷰티
- 사탄의 인형
- 매혹의 여비서
- 시너 (영화)
- 프라이트 나이트 (영화)

#### 배우
- 아메리카 아메리카 (1963년 영화)
- 싸이코 2
- 13일의 금요일 (영화 시리즈)
- 손도끼 2

### 텔레비전 및 웹

#### 제작
- 마스터즈 오브 호러

#### 배우
- 마스터즈 오브 호러